# Bernès (rivière)
Pour les articles homonymes, voir Bernès.
Le Bernès est une rivière du sud-ouest de la France, qui coule dans le département de la Haute-Garonne, et un affluent direct de la Garonne en rive gauche.

## Géographie
De 18,3 km de longueur, le Bernès est une rivière du Comminges qui prend sa source dans les petites Pyrénées commune d'Aurignac sous le nom de ruisseau de Saint-Bernard et se jette dans la Garonne sur la commune de Cazères (en Haute-Garonne) en rive gauche.

## Départements et communes traversés
- Haute-Garonne : Aurignac, Montoulieu-Saint-Bernard, Marignac-Laspeyres, Martres-Tolosane, Mondavezan, Alan, Sana, Cazères.

## Principaux affluents
- Ruisseau de Berdoye : 2,4 km
- Ruisseau de Pégot : 2,9 km
- la Nauze : 4,1 km